# Meredjefare
Meredjefare was een oud-Egyptische koning (farao) in de tweede tussenperiode. Hij geldt als zesde heerser van de 14e dynastie en regeerde in de 17e eeuw v.Chr.

## Bron
- Narmer.pl